# J. Edgar Hoover
John Edgar Hoover (Washington, 1º gennaio 1895 – Washington, 2 maggio 1972) è stato un funzionario statunitense, direttore dei servizi investigativi statunitensi per 48 anni.
Tra i più strenui anticomunisti della seconda paura rossa, con l'assenso di presidenti di entrambi i partiti Hoover attuò una vasta espansione delle operazioni dell'agenzia e creò programmi, legali e non, per contrastare e limitare le opposizioni politiche nel Paese. Sotto tale indirizzo l'FBI fu il «cuore burocratico dell'era maccartista».
La dirigenza di Hoover avviò i programmi di repressione politica COINTELPRO, e l'FBI costituì opposizione segreta al movimento per i diritti degli afroamericani e a Martin Luther King. Nei suoi ultimi anni di vita emersero prove delle attività illegali dell'FBI, ma rimase al vertice dell'agenzia fino alla morte. Gli furono dedicati i funerali di Stato.
La sua immagine è strettamente legata all'FBI, che ha diretto per quasi mezzo secolo (come direttore del BOI dal 1924 al 1935, dell'FBI dal 1935 al 1972) sotto otto presidenti statunitensi, da Calvin Coolidge a Richard Nixon. Dopo la sua morte, Nixon limitò la durata del mandato dei direttori dell'FBI a 10 anni.

## Biografia
John Edgar Hoover nacque il 1º gennaio 1895 a Washington da Anna Scheitlin (1860-1938) e Dickerson Naylor Hoover Sr. (1856-1921), capo della divisione tipografica della US Coast and Geodetic Survey, ex produttrice di lastre per la stessa organizzazione. Dickerson Hoover era di origini inglesi e tedesche mentre la madre Anna Marie Scheitlin era di origini svizzero-tedesche. Il prozio materno di Hoover, John Hitz, era un console generale onorario svizzero negli Stati Uniti. Tra i suoi familiari, era il più vicino a sua madre, che era la loro guida morale e disciplinare.
Hoover nacque in una casa nell'attuale Capitol Hill United Methodist Church, situato in Seward Square vicino al mercato orientale nel quartiere di Capitol Hill a Washington. A lui è dedicata una vetrata nella chiesa. Hoover non ebbe un certificato di nascita registrato alla sua nascita, sebbene fosse richiesto nel 1895 a Washington. Due dei suoi fratelli avevano certificati, ma quello di Hoover non fu depositato fino al 1938, quando aveva 43 anni.

### Studi
Hoover visse a Washington per tutta la vita. Frequentò la Central High School, dove cantò nel coro della scuola, partecipò al programma del Corpo di addestramento degli ufficiali di riserva e partecipò al gruppo di discussione. Durante i dibattiti intervenne contro le donne che volevano ottenere il diritto di voto e contro l'abolizione della pena di morte. Il giornale della scuola applaudì la sua "logica fredda e implacabile". Da ragazzo Hoover soffriva di balbuzie: la vinse ingegnandosi a parlare rapidamente. Mantenne tale abitudine anche durante la sua carriera: parlava tanto velocemente che gli stenografi avevano difficoltà a seguirlo.
Hoover aveva 18 anni quando accettò il suo primo lavoro, una posizione entry-level alla Biblioteca del Congresso, come fattorino nell'ufficio ordini. La biblioteca era a mezzo miglio da casa sua. L'esperienza plasmò sia Hoover che la creazione dei profili dell'FBI; come notò Hoover in una lettera del 1951: "Questo lavoro mi ha insegnato il valore del materiale di raccolta. Mi ha fornito una base eccellente per il mio lavoro nell'FBI, dove è stato necessario raccogliere informazioni e prove".
Hoover conseguì una laurea in giurisprudenza presso la George Washington University nel 1916, dove era membro del capitolo Alpha Nu del Kappa Alpha Order, e un master in legge nel 1917 dalla stessa università. Mentre studiava legge, Hoover si interessò alla carriera di Anthony Comstock, ispettore postale degli Stati Uniti di New York, che aveva condotto campagne prolungate contro la frode, la pornografia e il controllo delle nascite.

### Al dipartimento di giustizia
Subito dopo la laurea, nel luglio 1917 entrò al Dipartimento di giustizia, nella divisione "emergenze di guerra".
Nell'agosto 1919 il 24enne Hoover divenne capo di un nuovo reparto del Bureau of Investigation, allora dipendente dal dipartimento, e noto come "Divisione radicale" perché il suo obiettivo era monitorare il lavoro degli elementi radicali.

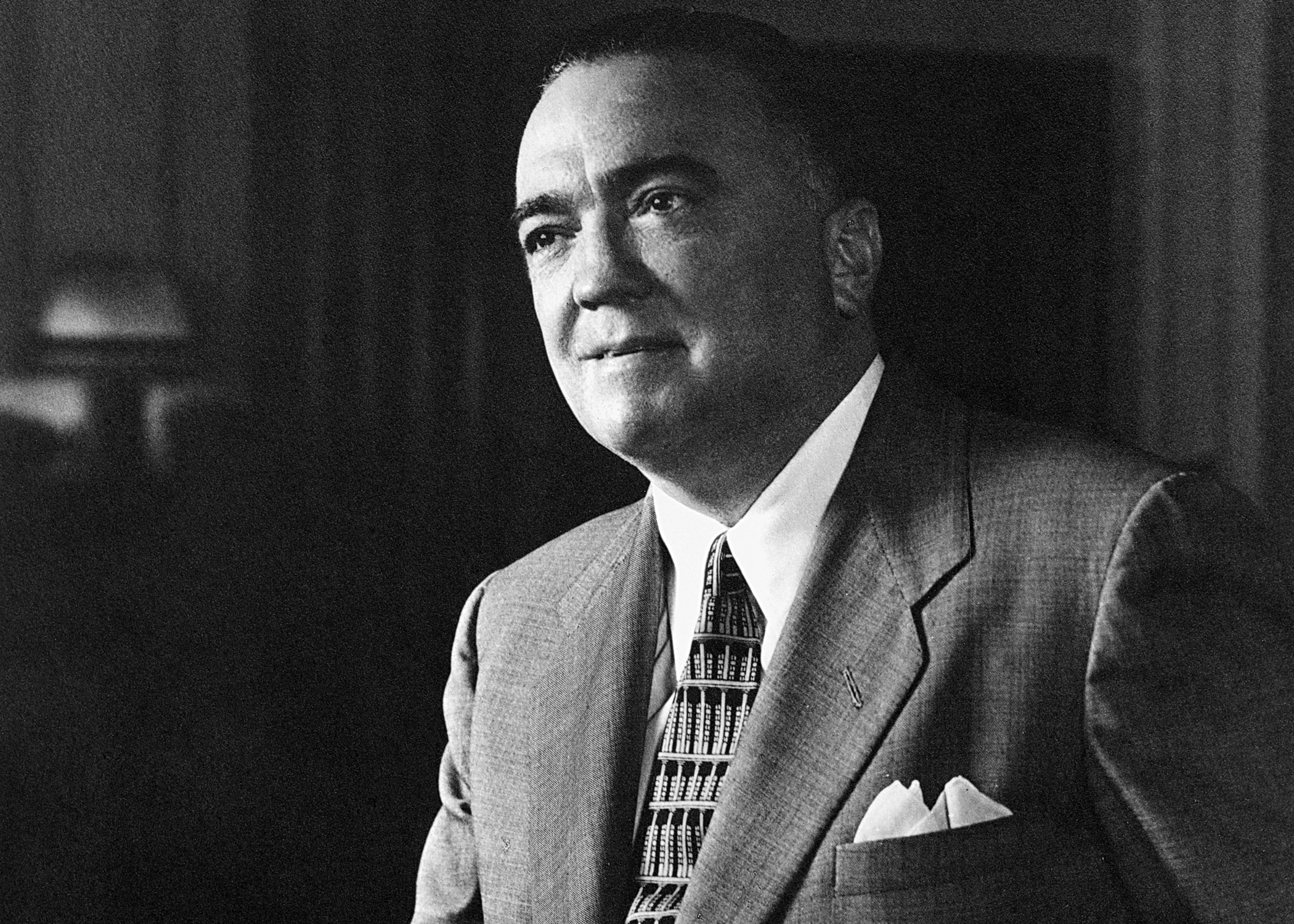
Hoover fotografato nel 1959

### La direzione dell'FBI
Nel 1921 divenne uno dei vicedirettori del BOI. Quando il presidente Calvin Coolidge nel 1924 lo mise, giovanissimo, a capo del BOI (che dal 1935 ridenominò FBI), c'erano 441 agenti in forza: al termine della sua gestione nel 1972 erano 6.000. L'accademia nazionale per l'addestramento degli agenti, l'immenso archivio per le impronte digitali e i laboratori scientifici sono creazioni di Hoover. Ereditò un'organizzazione indebolita dalle politiche e dall'inettitudine dei raccomandati; Hoover fece piazza pulita di tutto, instaurò una disciplina ferrea, metodi rigidissimi di addestramento e di selezione e fece dell'FBI uno strumento di rara efficienza.
Combatté il gangsterismo degli anni '30, eliminando John Dillinger, detto "il pericolo pubblico numero uno", e catturando George R. Kelly, detto Machine Gun ("Mitragliatrice") e Alvin Karpis. Scoprì dopo più di due anni di indagini il rapitore e assassino del figlio del famoso aviatore Charles Lindbergh, Bruno Hauptmann, un immigrato tedesco, carpentiere ed ex detenuto, che venne processato, riconosciuto colpevole (anche se non confessò mai il proprio crimine) e giustiziato. Durante la seconda guerra mondiale fece dell'FBI uno strumento di controspionaggio.
In un paese con una criminalità così estesa e fenomeni di violenza così gravi come gli Stati Uniti, Hoover diventò per alcuni una specie di eroe nazionale. Verso la fine della sua carriera, tuttavia, venne accusato di violazione dei diritti civili per aver disposto indagini illecite (attraverso il controverso programma COINTELPRO), tese a identificare cittadini americani ritenuti per le loro idee politiche simpatizzanti con il comunismo durante il maccartismo. Tra questi ricordiamo il caso più famoso, Charlie Chaplin, ma anche Martin Luther King e molti altri.
Alcuni lo ritengono fra i responsabili delle numerose violenze commesse dagli agenti nei confronti della comunità afroamericana, con un presunto accanimento particolare verso i membri di organizzazioni come le Black Panthers.
Quella mattina, John Kennedy si leva di buon'ora. Alle otto, puntuale come al solito, J. Edgar Hoover – capo dell’FBI – bussa alla porta del suo studio. Il suo aspetto è inquieto e buona parte del suo cruccio è dovuto a quella particolare mattinata. Quando entra nella stanza del presidente, questi sta accanto alla finestra con Dean Rusk, uomo cortese e cauto, ministro e suo grande amico.

#### Il programma COINTELPRO
Il programma COINTELPRO di Hoover permise agli agenti dell'FBI di mettere le mani su organizzazioni come le Pantere Nere, il Movimento per i diritti civili di Martin Luther King Jr., la Southern Christian Leadership Conference e il Ku Klux Klan, usando mezzi quali infiltrazioni, minacce legali e persino pura violenza.
La sua rete d'informatori gli permise di ottenere dati personali sulla vita di molte celebrità dell'epoca, incluso il presidente degli Stati Uniti d'America. I dati riguardavano adulteri, orientamenti sessuali e politici, con particolare risalto alle eventuali simpatie comuniste degli indagati. Esistono archivi declassificati che mostrano come gli agenti dell'FBI informassero con regolarità Hoover dell'attività sessuale dei politici.

### Morte
Hoover morì a seguito di un infarto miocardico acuto, durante l'amministrazione Nixon, il 2 maggio 1972, all'età di 77 anni e dopo aver diretto l'FBI ininterrottamente per 48 anni (inclusi quelli al BOI). Gli vennero tributati funerali di Stato.

### Sessualità
Hoover rimase sempre scapolo e a partire dagli anni quaranta cominciarono a circolare voci insistenti su una sua presunta omosessualità, che non venne mai confermata. Non fu neppure accertata la sua presunta relazione con Clyde Tolson, direttore associato dell'FBI, con il quale aveva collaborato per anni. Tali idee potrebbero essere semplicemente il frutto delle tante inimicizie che Hoover ebbe modo di farsi nei numerosi anni trascorsi come direttore del Bureau. La tesi è stata sostenuta dal giornalista scandalistico Anthony Summers, in un libro del 1993 (La vita segreta di J. Edgar Hoover), perlaltro programmaticamente critico verso la figura di Hoover.

### Massoneria
Hoover fu membro della massoneria e raggiunse il 33º ed ultimo grado del rito scozzese antico ed accettato.

### Pornografia per scopi di ricatto
Sotto Hoover, gli agenti furono incaricati di sequestrare tutto il materiale pornografico scoperto nelle loro indagini e di inoltrarlo a Hoover personalmente. Conservò una vasta collezione, forse la più grande del mondo, di film, fotografie e materiale scritto, con particolare attenzione alle foto di celebrità. Secondo quanto riferito, Hoover li avrebbe usati per proprio personale godimento, oltre a tenerli per scopi di ricatto.

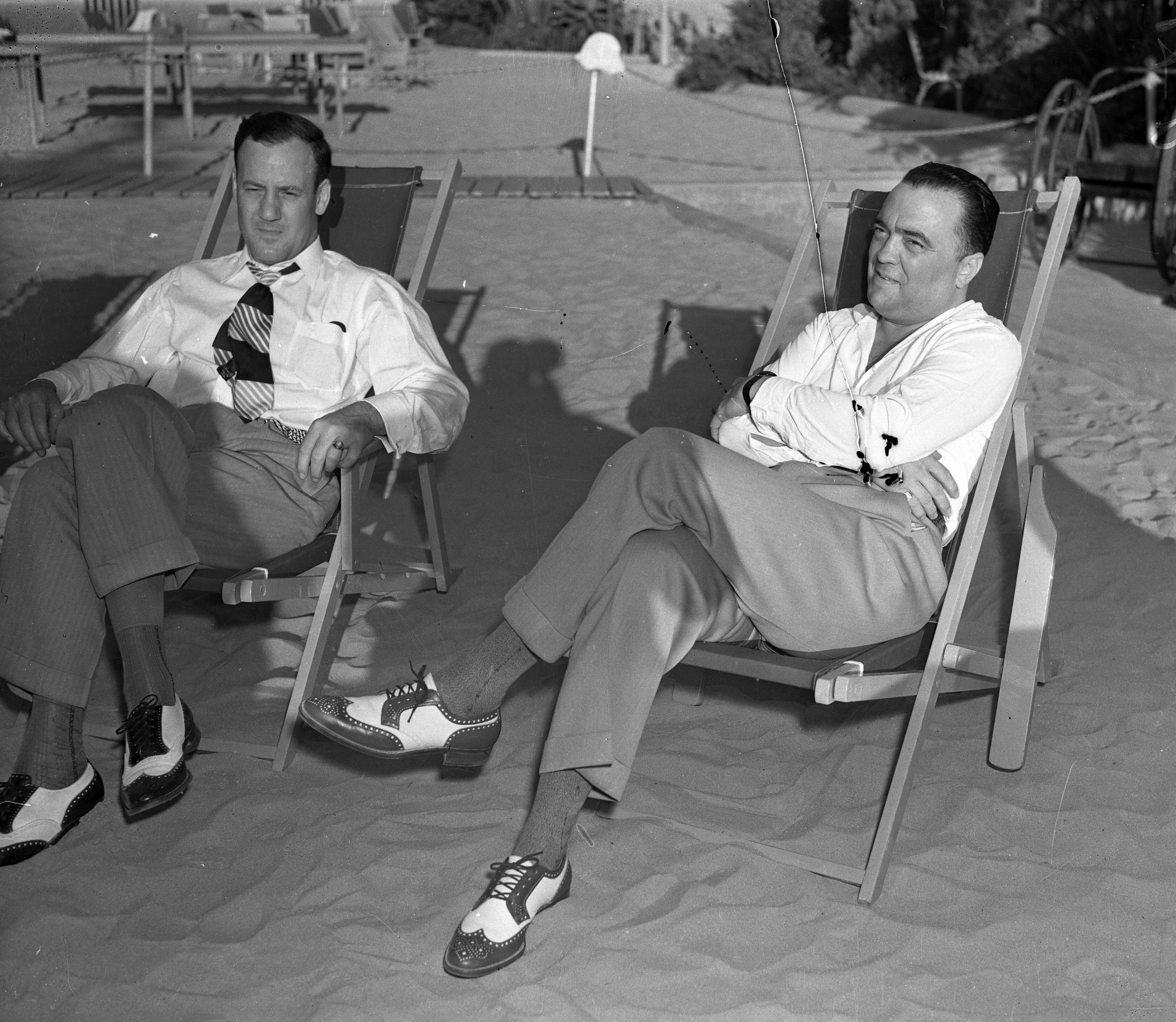
Hoover e il suo assistente Clyde Tolson seduti in sdraio in spiaggia

### Hoover e Tolson
Hoover descrisse Tolson come il suo alter ego. I due, entrambi single, lavoravano a stretto contatto durante il giorno, spesso mangiavano assieme, andavano in night club e talvolta pure in vacanza. Questa vicinanza diede adito a voci riguardo ad una relazione omosessuale. Alcuni impiegati dell'FBI che li frequentavano, come Mark Felt, affermavano che la loro relazione fosse "fraterna"; tuttavia l'ex funzionario dell'FBI Mike Mason ha sostenuto che si cercasse di proteggere l'immagine di Hoover.
Il romanziere William Styron disse che una volta vide Hoover, in compagnia di Tolson, che stava dipingendo le unghie dei piedi del suo amico. Harry Hay, fondatore della Mattachine Society, una delle prime organizzazioni per i diritti degli omosessuali, sostenne inoltre che Hoover e Tolson, sulla pista di Del Mar in California, prendevano posto nei box posseduti e utilizzati esclusivamente da omosessuali.
Hoover lasciò in eredità la propria casa a Tolson, che vi si trasferì dopo la sua morte e quando anche quest'ultimo morì, venne sepolto vicino, nel cimitero congressuale.

## Critiche

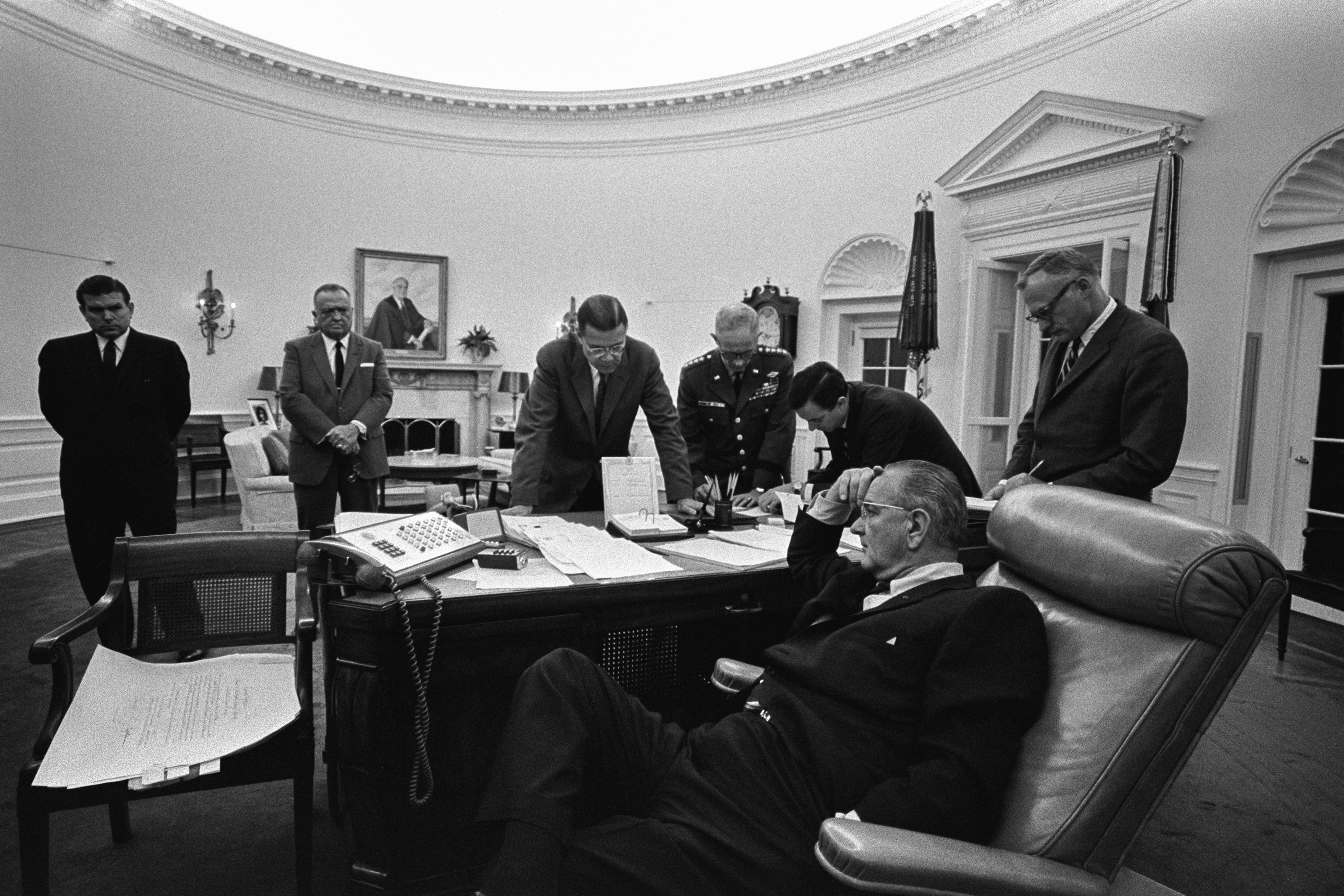
24 luglio 1967. Il presidente Lyndon B. Johnson (seduto, in primo piano) si confida con alcuni consiglieri in risposta alle rivolte di Detroit

Nel 1979 l'HSCA (comitato per le indagini sugli omicidi), che aveva riaperto le indagini sull'assassinio del presidente Kennedy, dichiarò che Hoover « [...] non aveva indagato adeguatamente sulla possibile cospirazione tesa all'uccisione del presidente». L'HSCA aggiunse che Hoover « [...] fu restio nel comunicare le informazioni in suo possesso agli altri organismi e dipartimenti». In conseguenza di ciò abbondano le teorie cospirative relativamente alla negligenza di Hoover nello svolgimento delle sue funzioni relativamente all'omicidio Kennedy.

## Intitolazioni
La sede dell'FBI a Washington porta il nome di Hoover. A causa delle polemiche sull'eredità politica di Hoover, nel 2001, il senatore Harry Reid patrocinò un emendamento per togliere il nome di Hoover dall'edificio. L'emendamento non venne però approvato dal Senato.

## Filmografia
- Interpretato da Sheldon Leonard nel film Pollice da scasso (1978), diretto da William Friedkin
- Interpretato da Treat Williams nel film per la televisione J. Edgar Hoover (1987), diretto da Robert L. Collins
- Interpretato da Kevin Dunn nel film Charlot (1992), diretto da Richard Attenborough
- Interpretato da Bob Hoskins nel film Gli intrighi del potere - Nixon (1995), diretto da Oliver Stone
- Interpretato da Ernest Borgnine nel film Hoover (2000), diretto da Rick Pamplin
- Interpretato da Billy Crudup nel film Nemico pubblico - Public Enemies (2009), diretto da Michael Mann
- Interpretato da Enrico Colantoni nella miniserie The Kennedys (2011), diretta da Jon Cassar
- Interpretato da Leonardo DiCaprio nel film J. Edgar (2011), diretto da Clint Eastwood
- Interpretato da Eric Ladin nella quarta stagione (2013) della serie televisiva Boardwalk Empire - L'impero del crimine.
- Interpretato da Dylan Baker nel film Selma - La strada per la libertà (2014), diretto da Ava DuVernay
- Interpretato da Stephen Root nel film per la televisione All the Way (2016), diretto da Jay Roach
- Interpretato da T. R. Knight nella prima stagione della serie televisiva Genius (2017)
- Interpretato da William Forsythe nella terza e nella quarta stagione di L'uomo nell'alto castello (2018-19)
- Interpretato da Martin Sheen nel film Judas and the Black Messiah (2021), diretto da Shaka King
- Appare nella settima stagione di DC’s Legends Of Tomorrow interpretato da Giacomo Baessato e Nick Zano